# Wimmerhöhe
Die Wimmerhöhe ist ein 708 m ü. A. hoher Berg in der Marktgemeinde Gutau in Oberösterreich.

## Geografie
Die Wimmerhöhe gehört zur Raumeinheit des Aist-Naarn-Kuppenlandes. Sie liegt im Südosten der Katastralgemeinde Erdmannsdorf. Sie ist Teil des Einzugsgebiets des Gutauer Baches im Osten und Teil des Einzugsgebiets des Klammbaches im Westen. Der Berg besteht aus Weinsberger Granit.

## Geschichte

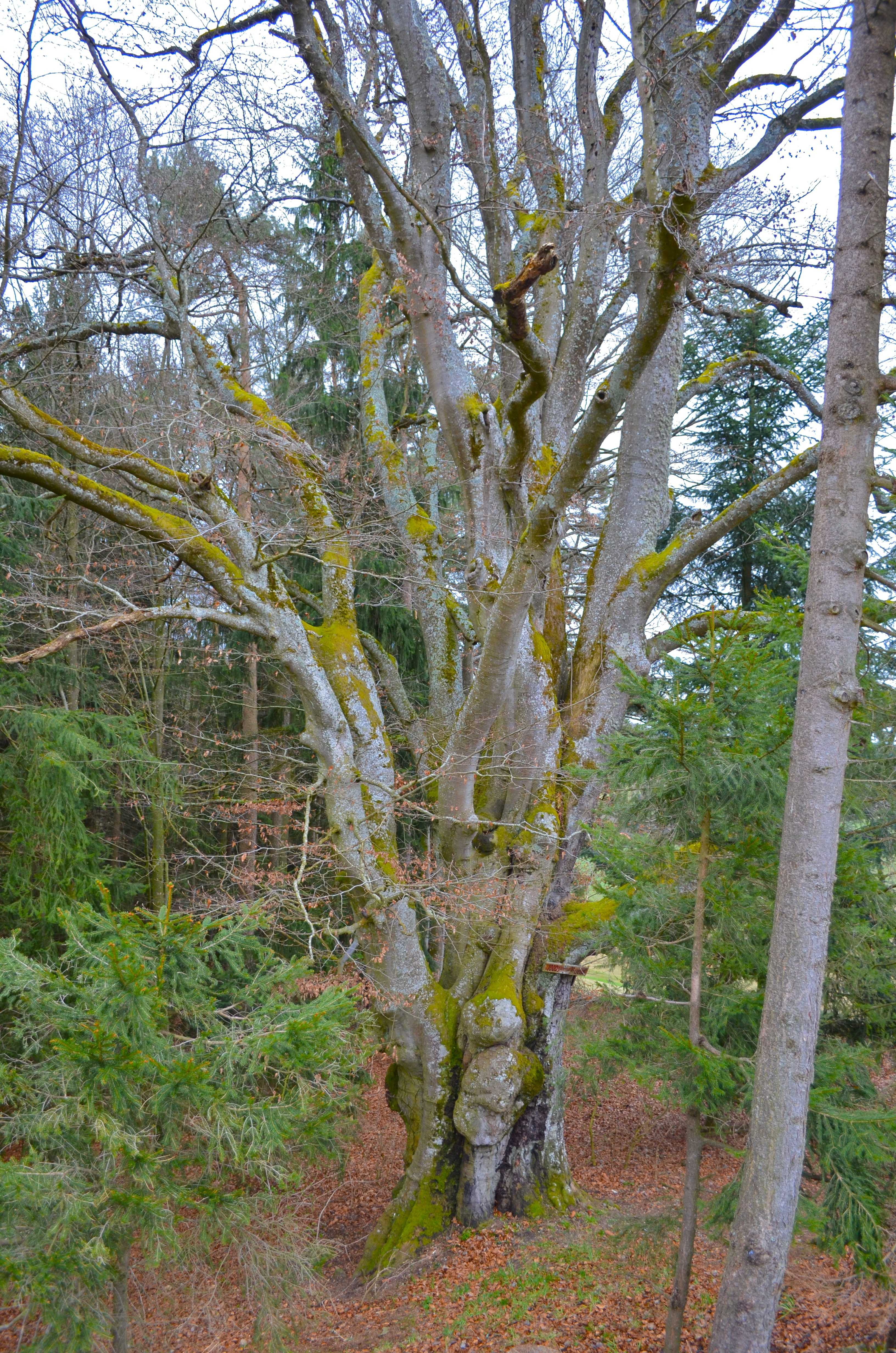
Tausendjährige Buche

Das Wimmergut mit der Adresse Erdmannsdorf 24 ist ein alter Hof, der im Theresianischen Gültbuch von 1750 als auf der Wimb und im Josephinischen Lagebuch von 1787 als Wimmergut genannt wurde.
Etwa 70 Meter nördlich des Wimmerguts stand eine Tausendjährige Buche (Listeneintrag), die als Naturdenkmal ausgewiesen war und mit einem Stammdurchmesser von beinahe zwei Metern und einer Höhe von circa 25 Metern zu den stärksten ihrer Art in Oberösterreich zählte. Der Baum war stark beschädigt und wurde 2015 gefällt.

## Wanderwege
Mehrere leichte Wanderwege führen über die Wimmerhöhe: der 18,1 Kilometer lange Gutauer Genuss-Wanderweg, der 8,7 Kilometer lange Waldluftbadeweg Kuppenland die 8,6 Kilometer lange Erdmannsdorf-Runde und die 6,8 Kilometer lange Kleine Gutauer Runde.